# The Silent Accuser
The Silent Accuser è un film del 1924 diretto da Chester M. Franklin. Si tratta di uno dei primissimi film della neonata Metro-Goldwyn-Mayer.

## Trama
Peter the Great (Pietro il Grande), il cane di Jack, è l'unico testimone dell'omicidio del patrigno di Barbara Jane. Il cane corre a chiamare il padrone che, però, venendo sorpreso sul luogo del delitto, è accusato di essere lui l'assassino. Con l'aiuto di Peter, Jack riesce a fuggire e va con Barbara Jane in Messico, dove trovano Phil, il vero assassino. La ferocia di Peter fa sputare la verità a Phil che confessa il delitto, scagionando Jack.

## Produzione
Il film, sceneggiato da Chester M. Franklin e Frank O'Connor su un soggetto di Jack Boyle, fu prodotto dalla Metro-Goldwyn-Mayer (MGM).

## Distribuzione
Il copyright del film, richiesto dalla Metro-Goldwyn-Mayer Pictures, fu registrato il 10 novembre 1924 con il numero LP20746.
Distribuito dalla Metro-Goldwyn-Mayer (MGM) e presentato da Louis B. Mayer, il film uscì nelle sale USA IL 24 novembre 1924. L'anno seguente, fu distribuito in Austria e, attraverso l'Universum Film (UFA), anche in Germania dove prese il titolo Der stumme Ankläger. In Finlandia, uscì il 21 marzo 1926; in Portogallo, come Mudo Acusador, il 30 novembre 1927.
Non si conoscono copie ancora esistenti della pellicola che viene considerata presumibilmente perduta.